# Internacional Demòcrata de Centre
La Internacional Demòcrata de Centre - Internacional Demòcrata Cristiana (en anglès Centrist Democrat International, en francès: Internationale Démocrate Centriste), anomenada fins a 2001 només Internacional Demòcrata Cristiana, és una associació composta per partits polítics democratacristians i socialcristians de dreta de diferents països i la ideologia dels quals, segons la seva declaració de principis, es basava «l'humanisme cristià». L'organització va néixer l'any de 1961 sota el nom d'Unió Mundial Demòcrata Cristiana, Va ser creada pels Nous Equips Internacionals, organització predecessora de la Unió Europea Demòcrata Cristiana (UEDC), i per l'Organització Demòcrata Cristiana d'Amèrica (ODCA) i la Unió Demòcrata Cristiana d'Europa Central (UCDEC).
Molts dels seus partits membres són també membres de la Unió Demòcrata Internacional, no obstant això, la IDC és més comunitària i se situa més al centre de l'espectre polític.
L'ala europea de la IDC és el Partit Popular Europeu (PPE), que és el partit polític més gran a nivell europeu. Per la seva banda, la branca americana és l'Organització Demòcrata Cristiana d'Amèrica (ODCA).

## Comitè Executiu
El Comitè Executiu és l'òrgan principal de la internacional i el conformen el president, el secretari executiu i els vicepresidents. El seu actual president és l'italià Pier Ferdinando Casini i si secretari executiu, l'eurodiputat espanyol Antonio López-Istúriz, qui és també secretari general del PPE. Els membres del Comitè Executiu són els següents:
- Pier Ferdinando Casini (Itàlia) - President
- Antonio López-Istúriz (Espanya) - Secretari Executiu
- Mário David (Portugal) - Secretari Executiu Adjunt
- César Maia (Brasil) - Vicepresident
- Lourdes Flores Nano (Perú) - Vicepresident
- Michael Eman (Aruba) - vicepresident
- Mariano Rajoy (Espanya) - vicepresident
- Juan Luis Seliman (República Dominicana) - vicepresident
- Gonzalo Arenas (Xile) - vicepresident
- Naha Mouknas (Mauritània) - vicepresident
- Abbas El Fassi (Marroc) - vicepresident
- Edcel Lagman (Filipinas) - vicepresident
- Mikulas Dzurinda (Eslovàquia) - vicepresident
- Viktor Orbán (Hongria) - vicepresident
- Peter Hintze (Alemania) - vicepresident
- Jadranka Kosor (Croàcia) - vicepresident
- Andrés Pastrana (Colòmbia) - vicepresident
- Luís Marques Mendes (Portugal) - vicepresident
- Wilfried Martens (Bèlgica) - Vice-President ex officio (quant a president del PPE)
- Jorge Ocejo Moreno (Mèxico) - Vice-President ex officio (quan a president de l'ODCA)
- Carlos Veiga (Cap Verd) - Vice-President ex officio
- Armin Laschet (Alemanya) - Tresorer

## Partits membres
| País                 | Partit                                                    | Continent |
| -------------------- | --------------------------------------------------------- | --------- |
| Albània              | Partit Democràtic d'Albània                               | Europa    |
| Andorra              | Centre Democràtic Andorrà                                 | Europa    |
| Angola               | Unió Nacional per a la Independència Total d'Angola       | Àfrica    |
| Argentina            | Partit Demòcrata Cristià                                  | Amèrica   |
| Argentina            | Partit Justicialista                                      | Amèrica   |
| Armènia              | Govern de la Llei                                         | Europa    |
| Aruba                | Partit del Poble d'Aruba                                  | Amèrica   |
| Bèlgica              | Christen-Democratisch en Vlaams                           | Europa    |
| Bolívia              | Partit Demòcrata Cristià de Bolívia                       | Amèrica   |
| Brasil               | Demòcrates                                                | Amèrica   |
| Bulgària             | Unió de Forces Democràtiques                              | Europa    |
| Burkina Faso         | Unió per la República                                     | África    |
| Cap Verd             | Moviment per a la Democràcia                              | Àfrica    |
| Cambodja             | Funcinpec                                                 | Asia      |
| Catalunya            | Unió Democràtica de Catalunya                             | Europa    |
| Colòmbia             | Partit Conservador Colombià                               | América   |
| R.D. del Congo       | Moviment d'Alliberament del Congo                         | Àfrica    |
| Costa d'Ivori        | Reagrupament dels Republicans                             | África    |
| Croàcia              | Unió Democràtica Croata                                   | Europa    |
| Cuba                 | Moviment Cristià "Liberación"                             | Amèrica   |
| Cuba                 | Partit Demòcrata Cristià de Cuba                          | Amèrica   |
| Curaçao              | Partit Popular Nacional                                   | Amèrica   |
| Dinamarca            | Demòcrata Cristians                                       | Europa    |
| Equador              | Unió Demòcrata Cristiana                                  | Amèrica   |
| El Salvador          | Partit Demòcrata Cristià                                  | Amèrica   |
| Eslovàquia           | Unió Democràtica i Cristiana Eslovaca – Partit Democràtic | Europa    |
| Eslovènia            | Nova Eslovènia                                            | Europa    |
| Eslovènia            | Partit Democràtic Eslovè                                  | Europa    |
| Espanya              | Partit Popular                                            | Europa    |
| Filipines            | Lakas Kampi CMD                                           | Àsia      |
| França               | Unió pel Moviment Popular                                 | Europa    |
| Alemanya             | Unió Demòcrata Cristiana                                  | Europa    |
| Grècia               | Nova Democràcia                                           | Europa    |
| Guinea Equatorial    | Acció Popular de Guinea Equatorial                        | Àfrica    |
| Hongria              | Fidesz – Unió Cívica Hongaresa                            | Europa    |
| Irlanda              | Fine Gael                                                 | Europa    |
| Itàlia               | Unió dels Demòcrates Cristians i de Centre                | Europa    |
| Itàlia               | Popolari-UDEUR                                            | Europa    |
| Líban                | Unión Demòcrata Cristiana Libanesa                        | Àsia      |
| Líban                | Kataeb                                                    | Àsia      |
| Malta                | Partit Nacionalista                                       | Europa    |
| Mauritània           | Unió per la Democràcia i el Progrés                       | Àfrica    |
| Mauritània           | Unió per la República                                     | Àfrica    |
| Mèxic                | Partit Acció Nacional                                     | Amèrica   |
| Marroc               | Istiqlal                                                  | Àfrica    |
| Moçambic             | Resistència Nacional Moçambiquenya (RENAMO)               | Àfrica    |
| Moçambic             | Moviment Democràtic de Moçambic                           | África    |
| Països Baixos        | Crida Demòcrata Cristiana                                 | Europa    |
| Noruega              | Partit Democristià                                        | Europa    |
| Panamà               | Partit Popular                                            | Amèrica   |
| Paraguai             | Partit Demòcrata Cristià                                  | Amèrica   |
| Perú                 | Partit Popular Cristià                                    | Amèrica   |
| Portugal             | Partit Socialdemòcrata                                    | Europa    |
| Txèquia              | Unió Democristiana-Partit Popular Txecoslovac             | Europa    |
| República Dominicana | Partit Reformista Social Cristià                          | Amèrica   |
| Romania              | Partit Nacional Democristià Agrari                        | Europa    |
| Romania              | Partit Popular Hongarès de Romania                        | Europa    |
| Romania              | Partit Demòcrata Liberal                                  | Europa    |
| San Marino           | Partit Democristià Sanmarinès                             | Europa    |
| Suècia               | Demòcrata-Cristians                                       | Europa    |
| Ucraïna              | Unió Democristiana                                        | Europa    |
| Veneçuela            | COPEI                                                     | Amèrica   |
| Xile                 | Partit Demòcrata Cristià                                  | América   |
| Xipre                | Reagrupament Democràtic                                   | Europa    |

## Partits observadors
- Belarús - Democràcia Cristiana Belarussa
- Brasil - Partit de la Social Democràcia Brasilera
- Bulgària -
  - Unió Agrària Búlgara–Unió Popular
  - Partit Democràtic
- Eslovàquia -
  - Partit de la Coalició Hongaresa
  - Moviment Democràtic Cristià
- Guinea Equatorial - Partit Unió Popular
- Hondures - Partit Nacional d'Hondures
- Madagascar - Fanorenana
- Romania - Unió Democràtica dels Hongaresos de Romania
- Sèrbia - Partit Democratacristià de Sèrbia